# Nevada National Guard

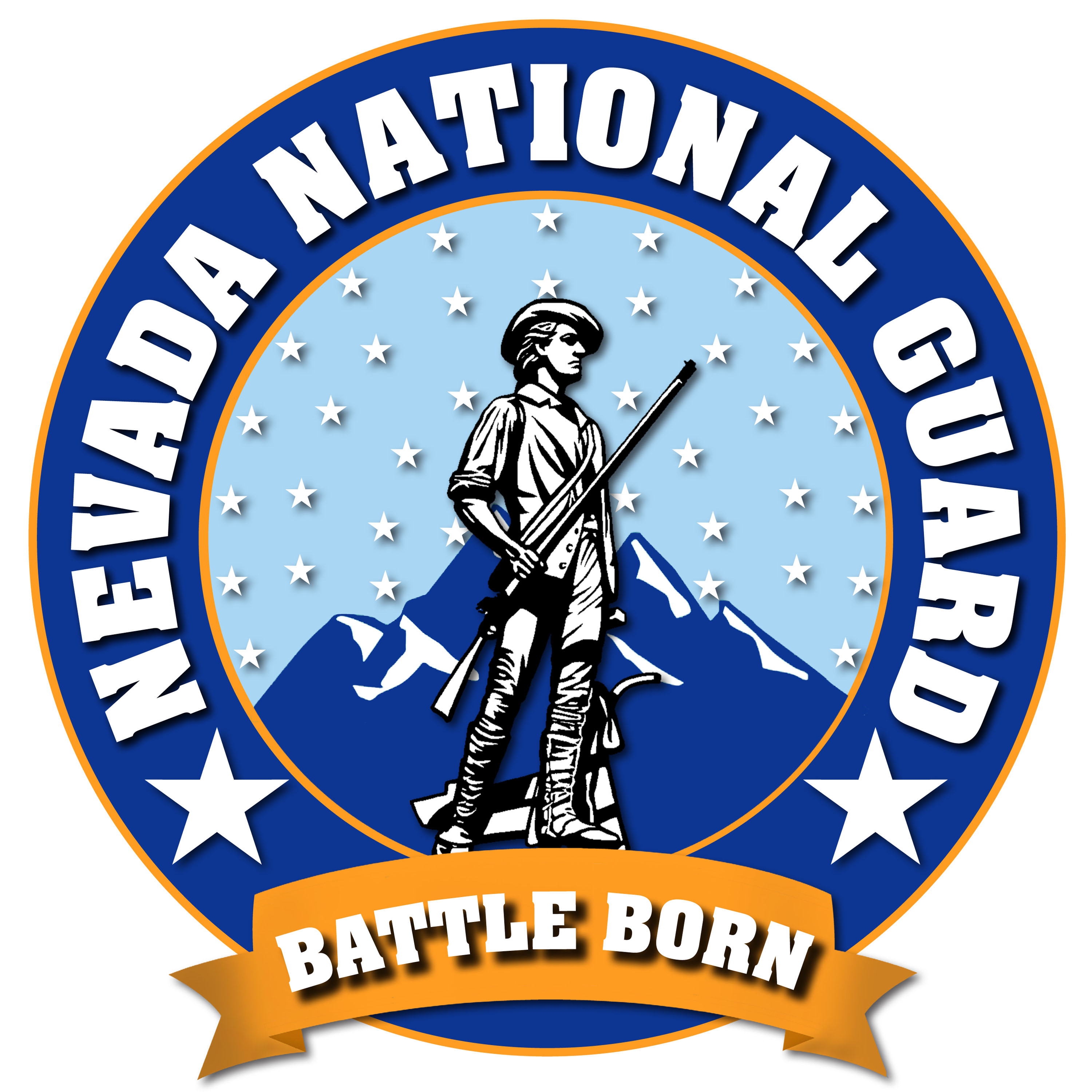
Logo der Nevada National Guard

Die Nevada National Guard (NENG) des Nevada Military Department  des US-Bundesstaates Nevada ist Teil der im Jahr 1903 aufgestellten Nationalgarde der Vereinigten Staaten (akronymisiert USNG) und somit auch Teil der zweiten Ebene der militärischen Reserve der Streitkräfte der Vereinigten Staaten.

## Organisation
Die Mitglieder der Nationalgarde sind freiwillig Dienst leistende Milizsoldaten, die dem Gouverneur von Nevada (aktuell Steve Sisolak) unterstehen. Bei Einsätzen auf Bundesebene ist der Präsident der Vereinigten Staaten Commander-in-Chief. Adjutant General of Nevada ist Brigadier General Ondra Berry.
Die Nevada National Guard führt ihre Wurzeln auf Milizverbände aus dem Jahr 1862 zurück, die während des amerikanischen Bürgerkrieges entstanden. Die Air National Guard des Staates wurde 1948 gegründet. Die Nationalgarden der Bundesstaaten sind seit 1903 bundesgesetzlich und institutionell eng mit der regulären Armee und Luftwaffe verbunden, so dass (unter bestimmten Umständen mit Einverständnis des Kongresses) die Bundesebene auf sie zurückgreifen kann. Nevada unterhält zurzeit keine aktive Staatsgarde, die allein dem Bundesstaat verpflichtet wäre.
Die Nevada National Guard besteht aus den beiden Teilstreitkraftgattungen des Heeres und der Luftstreitkräfte, namentlich der Army National Guard und der Air National Guard. Die Nevada Army National Guard hatte 2017 eine Stärke von 3271 Personen, die Nevada Air National Guard eine von 1103, was eine Personalstärke von gesamt 4374 ergibt.

## Wichtige Einheiten und Kommandos
- Joint Forces Headquarters in Carson City

### Army National Guard
- 17th Sustainment Brigade in Las Vegas
- 757th Combat Sustainment Support Battalion in Stead-Reno
- 991st Multi-Functional Brigade in Stead
- 421st Regional Training Institute in Las Vegas
- Medical Detachment in Reno
- 92nd Civil Support Team in Carson City

### Air National Guard
- 152th Air Lift Wing auf der Reno Air National Guard Base
- 232nd Operations Squadron